# Luchthaven Kangerlussuaq
Luchthaven Kangerlussuaq (SFJ) is een van de grootste luchthavens van en tot november 2024 de belangrijkste luchthaven van Groenland, gelegen bij de plaats Kangerlussuaq. Air Greenland voerde tot die datum dagelijks vluchten uit naar Kopenhagen (Denemarken), Sisimiut, Nuuk en Ilulissat, een paar maal per week naar Maniitsoq en Aasiaat en wekelijks naar Kulusuk en Billund (Denemarken). Geregeld zijn er chartervluchten van andere maatschappijen. Doordat Kangerlussuaq de enige luchthaven van Groenland was met een vaste lijndienst naar Kopenhagen, deed de luchthaven tevens dienst als een belangrijk overstappunt van en naar binnenlandse vluchten.
Een belangrijk deel van de lijnvluchten eindigde met de verhuis van Air Greenland voor de dagelijkse vlucht naar Kopenhagen naar de luchthaven van Nuuk eind november 2024, samen met de ingebruikname van de verlengde landingsbaan van deze luchthaven in november 2024.
De luchthaven doet ook dienst als basis van de Koninklijke Deense luchtmacht. Ten tijde van de WO II deed de luchthaven dienst als luchtmachtbasis van de Verenigde Staten, net als Narsarsuaq en Pituffik. Vanwege de ligging (in een oud gletsjerdal) kon men de basis niet van veraf zien. Tegenwoordig landen er nog wel vliegtuigen van de luchtmacht van de Verenigde Staten, maar is het een civiele luchthaven.
De luchthaven telt één baan (09/27), een grote terminal, een hotel en een kantoor van Air Greenland.

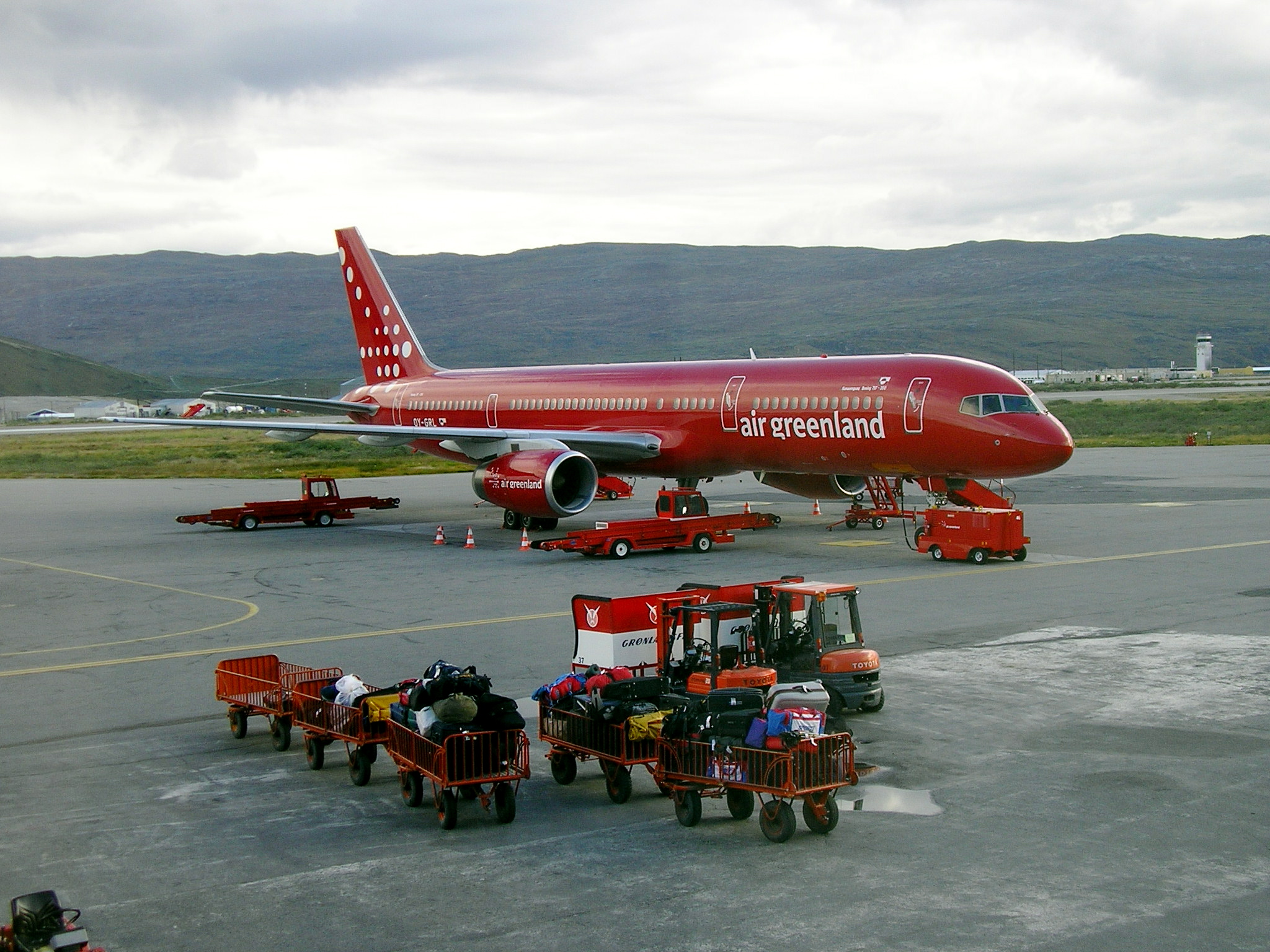
Air Greenland op de luchthaven van Kangerlussuaq